# Кукес (область)
Кукес (алб. Qarku i Kukësit) — область на північному сході Албанії. Адміністративний центр — місто Кукес.

## Адміністративний устрій
До складу області входять округи:
| Округ  | Адміністративний центр | Населення, осіб (2010) | Площа, км² | Муніципалітети |
| ------ | ---------------------- | ---------------------- | ---------- | --- |
| Хас    | Крум                   | 17 419                 | 393        | Fajzë, Gjinaj, Golaj, Krumë |
| Кукес  | Кукес                  | 45 624                 | 938        | Arrën, Bicaj, Bushtricë, Grykë-Çaje, Kalis, Kolsh, Kollovoz, Malzi, Shishtavec, Shtiqën, Surroj, Tërthorë, Topojan, Ujmisht, Zapod |
| Тропоя | Тропоя                 | 16 260                 | 1043       | Bujan, Bytyç, Fierzë, Lekbibaj, Llugaj, Margegaj, Tropojë                                                                          |

Населення — 85 292 осіб (2011), площа — 2374 км².
Межує з областями:
- Дібер на півдні
- Леже на південному заході
- Шкодер на заході